# 中川理
中川 理（なかがわ おさむ、1955年7月1日 - ）は、日本の建築学者、京都工芸繊維大学名誉教授。

## 略歴
神奈川県横浜市生まれ。1980年京都大学工学部建築学科卒業。1988年同大学院工学研究科博士課程修了、「大都市周辺町村での市街化に関する都市史的研究 地方税制度との関連を中心として」で工学博士。1992京都工芸繊維大学助教授。同工芸科学研究科教授。2021年同名誉教授・神戸女子大学客員教授。2013年 日本建築学会教育賞。2015-16年建築史学会会長。2016年 日本建築学会賞（論文）。

## 著書
- 『重税都市 もうひとつの郊外住宅史』住まいの図書館出版局、住まい学大系 1990
- 『偽装するニッポン 公共施設のディズニーランダゼイション』彰国社、1996
- 『京都モダン建築の発見』三田村勝利写真.淡交社、新撰京の魅力 2002
- 『風景学 風景と景観をめぐる歴史と現在』共立出版、造形ライブラリー 2008
- 『京都と近代　せめぎ合う都市空間の歴史』鹿島出版会、2015
- 『閉ざされる建築、開かれる空間　社会と建築の変容』鹿島出版会、2022

## 共編著
- 『近代建築史』石田潤一郎共編.昭和堂、1998
- 『京・まちづくり史』高橋康夫共編.昭和堂、2003
- 『東山/京都風景論』加藤哲弘, 並木誠士共編.昭和堂、2006
- 『美術館の可能性』並木誠士共著.学芸出版社、2006
- 『近代日本の空間編成史』中川理編、思文閣出版、2017
- 『空想から計画へ　近代都市に埋もれた夢の発掘』中川理+空想から計画へ編集委員会編、思文閣出版、2021